# Brug 53
Brug 53 is een vaste brug in Amsterdam-Centrum.
De verkeersbrug is gelegen in de oostelijke kade van de Keizersgracht en overspant de Leliegracht. Ze wordt geflankeerd door de bruggen 51 (naast haar) en 52 (aan de overzijde van de Keizersgracht). De brug, zelf geen monument (ze is daarvoor te jong), wordt omringd door rijksmonumenten.
Er ligt hier al eeuwen een brug. Op de kaart van Balthasar Florisz. van Berckenrode uit 1625 is een brug met drie doorvaarten ingetekend over de Lely Graft in de Keysers Graft met daarachter de Lely Sluys. Echter de kaart met de kavelverdeling ten zuiden van de Leliegracht tussen Keizersgracht en Prinsengracht uit circa 1618 liet ook al een brug (vijf bogen) zien. Joan Blaeu tekende op zijn kaart uit 1649 echter een brug met een doorvaart. 
De geschiedenis van de brug ging gelijk op met die van brug 51. Ze moest steeds aangepast worden vanwege verkeer dan wel slijtage. De brug van 1979 laat aan de kant van de Leliegracht in de bovenste boogsteen het brugnummer zien.   
1 · 2 · 3 · 4 · 5 · 6 · 7 · 8 · 9 · 10 · 11 · 12 · 13 · 14 · 15 · 16 · 17 · 18 · 19 · 20 · 21 · 22 · 23 · 24 · 25 · 26 · 27 · 28 · 29 · 30 · 31 · 32 · 34 · 35 · 36 · 37 · 38 · 39 · 40 · 41 · 42 · 43 · 44 · 45 · 46 · 47 · 48 · 49 · 50 · 51 · 52 · 53 · 54 · 55 · 56 · 57 · 58 · 59 · 60 · 61 · 62 · 63 · 64 · 65 · 66 · 67 · 68 · 69 · 70 · 71 · 72 · 73 · 74 · 75 · 76 · 77 · 78 · 79 · 80 · 81 · 82 · 84 · 85 · 86 · 87 · 88 · 89 · 90 · 91 · 92 · 93 · 94 · 95 · 96 · 97 · 98 · 99 · >>>
Brugnummers 33 en 83 zijn niet (meer) vergeven